# RCJ Farul Constanța
RCJ Farul Constanța – rumuński zespół rugby union z siedzibą w Konstancy, sześciokrotny mistrz kraju, zdobywca Cupa României.

## Historia
Klub powstał pod nazwą Santierul Naval w roku 1955, a cztery lata później przyjął miano Farul. W 1970 roku po raz pierwszy awansował do najwyższej klasy rozgrywkowej i w sezonie 1974/1975 zdobył pierwsze mistrzostwo kraju, powtarzając ten sukces jeszcze pięciokrotnie – po raz ostatni w roku 1987. Zespół odbywał też zagraniczne wojaże rozgrywając spotkania z francuskimi, brytyjskimi i nowozelandzkimi drużynami. Jako jedyny rumuński klub wziął udział w Pucharze Heinekena – w inauguracyjnej edycji wysoko przegrał oba swoje spotkania.
W marcu 2015 roku będąc ówczesnym wicemistrzem kraju ogłosił wycofanie się z rozgrywek SuperLigi z powodów finansowych.

## Sukcesy
- Mistrzostwo Rumunii (6):  1975, 1976, 1978, 1986, 1995, 1997
- Puchar Rumunii (1):  1992